# Diocesi di Letopoli
La diocesi di Letopoli (in latino Dioecesis Letopolitana) è una sede soppressa del patriarcato di Alessandria e una sede titolare della Chiesa cattolica.

## Storia
Letopoli, identificabile con Auassim (in copto Boushen) nel delta del Nilo a 12 km a nord-ovest del Cairo, è un'antica sede episcopale della provincia romana dell'Egitto Primo nella diocesi civile d'Egitto, ed era suffraganea del patriarcato di Alessandria.
Originario di Letopoli era san Foibammone, martire degli inizi del IV secolo, venerato nel sinassario al 5 febbraio. Una diocesi è attestata nella prima metà del IV secolo con il vescovo Isacco, nel 327, che aveva aderito allo scisma meleziano; Isacco è ancora documentato ad Alessandria nel mese di maggio del 335 in una riunione di vescovi meleziani, in preparazione al concilio di Tiro previsto per quell'anno; lo stesso vescovo fu avversario di Atanasio di Alessandria durante il concilio di Sardica nel 343/344. Probabilmente Isacco fu sostituito sulla sede di Letopoli da Paolo, di cui parla Atanasio in una lettera a Draconzio di Ermopoli minore del 354. Due altri vescovi bizantini prima del concilio di Calcedonia sono menzionati nella lettera pasquale di Teofilo di Alessandria del 404, in cui fa memoria del defunto vescovo Timoteo e del suo successore Apelle.
Questi quattro vescovi sono quelli attribuiti da Michel Le Quien alla sede di Letopoli e sono citati anche nella voce di Cannuyer nel Dictionnaire d'histoire et de géographie ecclésiastiques. Tuttavia gli autori non concordano nell'assegnare i vescovi alla diocesi di Letopoli, per la quasi omonimia con la diocesi di Latopoli nella provincia romana della Tebaide Seconda. Lo stesso Le Quien inserisce Isacco anche nella lista episcopale di Latopoli, in quanto dalle fonti coeve non è chiaro a quale delle due sedi attribuire questo vescovo. Roger Aubert assegna invece tutti i vescovi di Letopoli alla sede di Latopoli; Klaas A. Worp inserisce Isacco tra i vescovi di Letopoli, mentre Paolo, Timoteo e Apelle li assegna a Latopoli; infine per Annick Martin Isacco e Paolo erano vescovi di Letopoli, mentre gli altri due di Latopoli.
A partire dall'VIII secolo sono noti vescovi copti di Letopoli, di fede non caledoniana. Dall'XI secolo essi accumulano i titoli di Letopoli e di Giza, indizio della costante diminuzione dei cristiani nel delta del Nilo, che portò la Chiesa a sopprimere, unendole, le antiche diocesi. La sede di Letopoli/Boushen/Auassim è ancora attestata in una lista di vescovati del XIV secolo, poi di lei non si conosce più nulla.
Dal 1925 Letopoli è annoverata tra le sedi vescovili titolari della Chiesa cattolica; la sede è vacante dal 20 marzo 1967.

## Cronotassi

### Vescovi greci
- Isacco † (prima del 327 - dopo il 343/344)
- Paolo † (prima del 354)
- Timoteo † (? - 404 deceduto)
- Apelle † (404 - ?)

### Vescovi copti
- Shamul † (menzionato nel 705/730)
- Mosè † (menzionato nel 743)
- Baqireh † (menzionato nel 830/849)
- Markurah † (menzionato nel 1047/1077)
- Hazikyath † (menzionato nel 1086)
- Cirillo † (menzionato nel 1240)
- Morqos † (menzionato nel 1299)

### Vescovi titolari latini
- Fabien-Antoine Eestermans, O.F.M.Cap. † (17 dicembre 1925 - 1º febbraio 1931 deceduto)
- Emilio Cecco, C.S.I. † (28 aprile 1931 - 17 febbraio 1944 deceduto)
- Henri-Edouard Dutoit † (11 settembre 1945 - 23 aprile 1949 nominato arcivescovo titolare di Sebastopoli di Abasgia)
- José Terceiro de Sousa † (9 dicembre 1955 - 9 novembre 1957 nominato vescovo di Penedo)
- Jan Jaroszewicz † (10 dicembre 1957 - 20 marzo 1967 nominato vescovo di Kielce)